# Ицык Цыпер
И́горь Алекса́ндрович Цы́ба (род. 23 мая 1962, Кустанай, Казахская ССР, СССР), более известный как Ицык Цыпер — казахстанский музыкальный исполнитель, проявивший себя в позднем возрасте. Обрёл популярность благодаря вирусному треку «Дымок».

## Биография
Игорь Александрович Цыба родился 23 мая 1962 года в Кустанае (ныне — Костанай). Родители — Вероника Александровна и Александр Афанасьевич.
В Кустанае окончил общеобразовательную школу, в 1981 году — строительный техникум. С 1981 по 1983 год проходил срочную воинскую службу в Удомле Калининской (ныне — Тверской) области.

## Личная жизнь
Ицык Цыпер не афиширует личную жизнь, но известно, что он женат. Его супругу зовут Сауле, она на 7 лет младше мужа, по состоянию на 2010 год работала в департаменте казначейства Костанайской области. Исполнитель посвятил жене композицию с её именем «Сауле», снял её во многих своих видеоклипах.
У музыканта также есть взрослый сын Никита (род. 1993). Он окончил школу науки и технологии по специальности биология и проживает в Астане.

## Музыка
Изначально треки записывал костанайский музыкант и продюсер Галым Досубаев (KBBeatz). В 2021 году Цыба создаёт аккаунты в YouTube и TikTok, в октябре начинает сотрудничать с продюсером и битмейкером Дамиром Абаевым (Amisko Beats), благодаря чему в его музыке появляется больше хауса, гэриджа, хип-хопа и R&B, что в будущем приведёт к популярности трека «Дымок». Видеоклипы снимает Тимур Нургалиев (Bredboysband). В некоторых треках Игоря присутствует вокал девушек-вокалисток DizaAkula и Anya Vorona. Записываются песни в костанайской студии Bay Record.

## Выступления
В марте 2022 года певец вживую выступил перед публикой. Концерт прошёл в костанайском баре «Творческая студия Соседи», запись песни «Лондон» с него была размещена на площадках артиста. В начале 2024 года на YouTube-канале музыканта также выходили Shorts-видео выступлений с новыми треками, предположительно в этом же баре.

## «Дымок»
11 августа 2023 года певец выпустил песню «Дымок», но стала она популярна только в январе 2024 года. Под неё стали снимать короткие видео, изменять её, делать мемы. 22 января стало известно, что общественное движение «Ветераны России» обратилось в Генпрокуратуру с просьбой запретить трек из-за пропаганды наркотиков. 2 февраля клип на трек[5] был заблокирован[6] на YouTube. 13 февраля клип разблокировали.

## Дискография

###### Игорь Цыба
- «Молода Горяча» (2019)
- «Парни с Кавказа» (2020)
- «Дядя Изя патриот» (2020)
- «Вот меня и взяли» (2020)
- «Пати у Кати» (2020)
- «Печень — Печень — Голова» (2020)
- «Хип-Хоп» (2020, совм. с DizaAkula)
- «В долине Чуйской» (2020)
- «Аида» (2020)
- «Роза ли» (2020)
- «Новый год» (2020)
- «Майами» (2021)
- «Мой друг казах» (2021)
- «Давай уснем» (2021)
- «Ляля» (2021)
- «Куба» (2021)
- «Ой мама ой» (2021)
- «Сауле» (2022)
- «Гелен (Адреналин Remix)» (2022)

###### Ицык Цыпер
- «Адреналин» (2021)
- «Не залетела» (2021, совм. с DizaAkula)
- «Ладонь» (2021)
- «Уганда» (2021)
- «Далеко от меня» (2021)
- «Лондон» (2022)
- «Печаль» (2022)
- «Рахель» (2022)
- «Песок» (2022)
- «Пересыпь» (2022)
- «Официант» (2022)
- «Апельсинчик» (2022, совм. с Игорь Цыба)
- «Давай уснем 2» (2022, совм. с Игорь Цыба)
- «Все на свете бред» (2022, совм. с Игорь Цыба)
- «По хребту» (2022, совм. с Игорь Цыба)
- «Бора бо» (2022, совм. с Игорь Цыба)
- «Kelshi» (совм. с Игорь Цыба, Bredboysband)
- «Стон» (2022, совм. с Игорь Цыба)
- «Адамшылык» (2022, совм. с Игорь Цыба)
- «Портсигар» (2023, совм. с Игорь Цыба, Anya Vorona)
- «Японка Йоки» (2023, совм. с Игорь Цыба)
- «Дымок» (2023, совм. с Игорь Цыба)
- «Карусель» (2023, совм. с Игорь Цыба, Bredboysband, Xserx и Amisko)
- «Под воротами рая» (2023, совм. с Игорь Цыба)
- «Нефертити» (2023, совм. с Игорь Цыба)
- «Мутный взгляд» (2023, совм. с Игорь Цыба)
- «Майами» (2023, совм. с Игорь Цыба)
- «Новый год» (2023, совм. с Игорь Цыба)
- «Печень печень голова» (2023, совм. с Игорь Цыба)
- «Istanbul» (2024, совм. с Игорь Цыба)
- «Карусель» (2024, совм. с Игорь Цыба)
- «Рахель» (2024, совм. с Игорь Цыба)
- «По маме Ким» (2024, совм. с Игорь Цыба)
- «Больно» (2024, совм. с Игорь Цыба)
- «Молода горяча» (2024, совм. с Игорь Цыба)
- «Настя Кальян» (2024, совм. с Игорь Цыба)
- «Лоя» (2024, совм. с Игорь Цыба)
- «NEFERTITI (Remix)» (2024, совм. с Amisko и ISKXCH)
- «Омон» (2024, совм. с Игорь Цыба)
- «60 22» (2024, совм. с Игорь Цыба)
- «Бизнес» (2024, совм. с Игорь Цыба и Anya Vorona)
- «Болт» (2024, совм. с Игорь Цыба и karinakarmalina)
- «Патриот» (2025, совм. с Игорь Цыба)
- «Тракторист» (2025, совм. с Игорь Цыба)

###### Эль Цыпо
- «Биток» (2024)